# Wolffs Telegraphisches Bureau
Wolffs Telegraphisches Bureau (Abkürzung: W.T.B., vollständiger Firmenname: Continental-Telegraphen-Compagnie Wolff’s Telegraphisches Büro (Berlin)) wurde 1849 von dem Verlags- und Nachrichtenunternehmer Bernhard Wolff in Berlin gegründet. Wolff war der Besitzer der Berliner National-Zeitung und veröffentlichte nach Freigabe des Telegrafen für private Nachrichten 1849 in seiner Zeitung den ersten Kurszettel, der telegrafisch aus Frankfurt am Main und London kam. Wegen der hohen Kosten einigte er sich mit anderen Berliner Zeitungsverlegern und Privatleuten auf einen gemeinsamen Bezug der Börsennachrichten. So entstand am 27. November 1849 das „Telegraphische Correspondenz-Bureau (B. Wolff)“, das später in „Wolffs Telegraphisches Bureau“ (W.T.B.) umbenannt wurde. Es war die erste deutsche Nachrichtenagentur.

## Geschichte
Im November 1849 versuchte Bernhard Wolff, die zur Veröffentlichung in der National-Zeitung empfangenen Telegramme durch Wiederverkauf zu verwerten, indem er sie zunächst Zeitungen außerhalb (später auch innerhalb) Berlins anbot. Da sich dies rasch als tragfähiges Geschäftsmodell erwies, konnte er noch im gleichen Jahr sein kurz Wolffsches Bureau genanntes Unternehmen gründen.
Am 1. Mai 1865 wurde Wolffs Telegraphisches Bureau auf Bestreben höchster preußischer Regierungsstellen und unter Beteiligung von Banken in eine Kommanditgesellschaft umgewandelt. Es geriet damit in den Besitz von monarchisch-konservativen Banken. Zudem geriet es unter den Einfluss der Pressepolitik Otto von Bismarcks. In einem geheimen Vertrag vom 10. Juni 1869 zwischen dem W.T.B. und dem preußischen Staatsministerium wurde der Einfluss der Politik zementiert. Für eine Bevorzugung bei der Benutzung des Telegrafenbüros und einen Zuschuss von jährlich 100.000 Talern verpflichtete sich W.T.B., amtliche Depeschen bevorzugt zu behandeln und andere Depeschen auf Wunsch vor der Verbreitung den Behörden vorzulegen (Vorzensur).
Anfangs verbreitete das W.T.B. nur kommerzielle, bald aber auch politische Nachrichten. Mit der britischen Nachrichtenagentur Reuters und der französischen Havas wurden am 17. Januar 1870 Kartellverträge abgeschlossen. Hier wurde der Markt aufgeteilt. Dabei übernahm W.T.B. den nord- und osteuropäischen Raum, Reuters beschränkte sich auf das britische Empire und Havas auf Südeuropa und Südamerika. Mit diesem Vertrag gingen auch die von Reuters unter Tarnnamen geführten Büros in Berlin, Frankfurt und Hannover in den Besitz von W.T.B. über. Die Kartellverträge (später auch mit der amerikanischen Associated Press) liefen bis 1934.
Vor dem Ersten Weltkrieg war das W.T.B. eines der größten Unternehmen seiner Art. Es hatte Agenturen und Einzelvertreter in allen Teilen der Erde, von denen es Nachrichten empfing, und denen es solche lieferte. Der Aufwand an Telefon- und Telegrafengebühren wurde Anfang des 20. Jahrhunderts auf 900.000 Mark geschätzt, der Kassenumsatz mit 3,5 Millionen Mark angegeben. Allein in Deutschland wurden 300 Mitarbeiter beschäftigt, deren Personalkosten sich zu Beginn des 20. Jahrhunderts auf 750.000 Mark beliefen (dies entspricht heute ca. 6.320.000 Euro). Das Aktienkapital betrug eine Million Mark. Hermann Diez war von 1912 bis 1930 Direktor des W.T.B. in Berlin.
Bereits zur Zeit der mit Notverordnungen regierenden Reichsregierungen von Heinrich Brüning, Franz von Papen und Kurt von Schleicher gehörten aufgrund von Aktienverkäufen, vermittelt von Max Winkler, 60 Prozent der Aktien tatsächlich der Reichsregierung. Tausende von Beiträgen im Deutschen Reichsanzeiger geben W. T. B. als Quelle an. Der spätere Zeitungsverleger Axel Springer absolvierte im W.T.B. sein Volontariat.
Nach der Machtübernahme der Nationalsozialisten 1933 wurde das W.T.B. am 1. Januar 1934 und die zum Hugenberg-Konzern gehörende Telegraphen-Union (T.U.) unter Federführung des Goebbels-Vertrauten Alfred-Ingemar Berndt verstaatlicht. Beide gingen im neu gegründeten staatlichen Deutschen Nachrichtenbüro auf.